# السوالم (كفر سعد)
السوالم هي إحدى قرى مركز كفر سعد التابع لمحافظة دمياط بجمهورية مصر العربية.